# Elynor Bäckstedt
Elynor Megan Bäckstedt (Pontypridd, 6 december 2001) is een Brits wielrenster die sinds 2020 rijdt bij het Amerikaanse Trek-Segafredo. Sinds 2023 heet deze ploeg Lidl-Trek. Anno 2025 rijdt ze bij UAE Team ADQ.
Zij is de oudere zus van Zoe Bäckstedt en de dochter van de Zweedse wielrenner Magnus Bäckstedt en de Britse Megan Hughes. Sinds 2020 rijdt ze voor Trek-Segafredo.
Op de wereldkampioenschappen wielrennen 2019 in Harrogate, in eigen land, behaalde ze een derde plaats in de tijdrit voor junioren.

## Palmares
2018
Jongerenklassement Watersley Ladies Challenge
 Wereldkampioenschap, junioren, tijdrijden
2019
Gent-Wevelgem, junioren
Eind- en puntenklassment Omloop van Borsele
1e (ITT) en 2e etappe Omloop van Borsele
 Wereldkampioenschap, junioren, tijdrijden
2022
1e etappe Ceratizit Challenge by La Vuelta (ploegentijdrit)
 Brits kampioenschap, tijdrijden, beloften

### Resultaten in voornaamste wedstrijden
| Jaar | Gent-Wevelgem | Ronde van Vlaanderen | Parijs-Roubaix | Le Samyn | Ronde van Drenthe |  | WK op de weg |
| ---- | ------------- | -------------------- | -------------- | -------- | ----------------- |  | ------------ |
| 2020 |               |                      |                | 78e      |                   |  |              |
| 2021 |               |                      |                |          |                   |  |              |
| 2022 |               |                      |                | 100e     | opgave            |  | opgave       |
| 2023 | 71e           | opgave               | 76e            |          | 48e               |  |              |
| 2024 |               |                      | 65e            |          | 74e               |  |              |
| 2025 | opgave        | opgave               | 33e            |          |                   |  |              |

## Ploegen
- 2020 –  Trek-Segafredo
- 2021 –  Trek-Segafredo
- 2022 –  Trek-Segafredo
- 2023 –  Lidl-Trek
- 2024 –  Lidl-Trek
- 2025 —  UAE Team ADQ

Bäckstedt · Batty · Brand · Cordon-Ragot · Deignan · Hanson · Henttala · Longo Borghini · Paternoster · Plichta · Richards · Swartz · van Dijk · Van Twisk · Wiles · Winder · Worrack
Bäckstedt · Brand · Cordon-Ragot · Deignan · Dideriksen · Hanson · Hosking · Longo Borghini · Paternoster · van Anrooij · van Dijk · Van Twisk · Wiles · Winder · Worrack
Bäckstedt · Balsamo · Brand · Cordon-Ragot · Deignan · Dideriksen · Hanson · Hosking · Longo Borghini · Paternoster · Thomas · van Anrooij · van Dijk · Wiles
Bäckstedt · Balsamo · Brand · Chapman · Deignan · Hanson · Klein · Knibb (vanaf 1/6) · Longo Borghini · Realini · Sanguineti · Spratt · van Anrooij · van Dijk (zwangerschapsverlof) · Wiles (tot 14/7)
van Anrooij · Bäckstedt · Balsamo · Brand · Chapman · Copponi · Deignan · van Dijk · Hanson · A. Holmgren · I. Holmgren · Klein · Longo Borghini · Moors · Realini · Sanguineti · Sharp · Spratt · Wilson-Haffenden
al Sayegh · Amialiusik · Bäckstedt · Bertizzolo · Chapman · Gasparrini · Gillespie · Holden · Ivanchenko · Longo Borghini · Magnaldi · Marturano · Neumanova · Persico · van Rooijen · Squiban · Swinkels · Włodarczyk